# The Face at the Window (film fra 1920)
The Face at the Window er en britisk stumfilm fra 1920 af Wilfred Noy.

## Medvirkende
- C. Aubrey Smith som Bentinck
- Gladys Jennings som Marie de Brisson
- Jack Hobbs som Lucien Cartwright
- Charles Quatermaine som Lucien deGradoff
- Ben Field som Peter Pottlebury
- Simeon Stuart som Henri de Brisson
- Kathleen Vaughan som Babbette
- Kinsey Peile